# Patrick Cockburn
Patrick Oliver Cockburn, född 5 mars 1950, är en irländsk journalist och författare. Han har varit Mellanöstern-korrespondent sedan 1979, först för The Financial Times och numera för The Independent. Cockburn har skrivit flera böcker om Irak, och har kritiserat den amerikanska invasionen. Han har på senare tid bland annat författat en bok om att leva med schizofreni, och skrivit kritiskt om mediebevakningen av den Arabiska våren.

## Böcker
- (1989), Getting Russia Wrong: The End of Kremlinology
- (med Andrew Cockburn, 1999), Out of the Ashes: The Resurrection of Saddam Hussein
- (2005), The Broken Boy
- (2006), The Occupation: War and Resistance in Iraq
- (2008), Muqtada: Muqtada al-Sadr, the Shia Revival, and the Struggle for Iraq
- (2011), Henry’s Demons: Living with Schizophrenia, A Father and Son’s Story